# Far North Line
La Far North Line (Linea dell'estremo nord in lingua inglese) è una ferrovia rurale che si trova interamente nell'area delle Highlands in Scozia, estendendosi da Inverness fino a Thurso e Wick. È la ferrovia più settentrionale del Regno Unito. La linea ha molte sezioni a singolo binario, principalmente a nord di Dingwall; similmente ad altre ferrovie delle Highlands e delle Lowlands settentrionali, la linea non è elettrificata e tutti i treni hanno trazione Diesel.

## Percorso

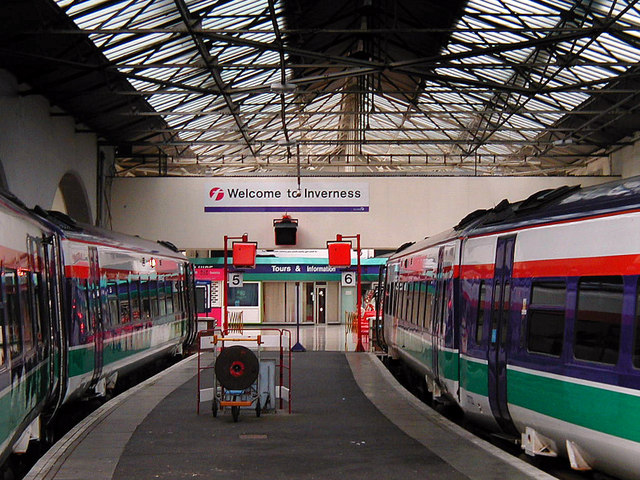
Stazione di Inverness, capolinea meridionale della Far North Line

Come la strada A9 a nord di Inverness, la Far North Line segue generalmente la linea della costa del Moray Firth. Gran parte della popolazione dell'estremo nord della Scozia è concentrata nelle aree costiere e, in alcuni luoghi, la ferrovia si trova quasi sulla spiaggia, con i binari che corrono lungo le spiagge formatesi con il ritiro dei ghiacci a seguito della fine dell'ultimo periodo glaciale.
La ferrovia collega molti dei luoghi già serviti dall'autostrada; prima che venissero costruiti tre nuovi ponti stradali, molti più luoghi erano serviti sia da ferrovia che da autostrada: i ponti sono quello lungo il Moray Firth (tra Inverness e la Black Isle), il Cromarty Firth e il Dornoch Firth. La ferrovia, oggi, costituisce una lunga strada verso l'interno a partire dal percorso della A9.
La ferrovia nell'entroterra, tra Tain e Lairg è stata costruita come deviazione intesa al tempo della costruzione come apertura del centro del Sutherland al commercio. Il percorso poi ritorna sulla costa presso Golspie. Oltre Golspie, la ferrovia continua lungo la linea costiera fino a Helmsdale, poi torna nell'entroterra fino allo Strath of Kildonan e poi attraversa la Flow Country fino a Halkirk, per poi tornare sulla costa est presso Wick. Alla stazione ferroviaria di Georgemas Junction, vicino a Halkirk, c'è il ramo ferroviario diretto a Thurso.